# Sachenrechtlicher Bestimmtheitsgrundsatz (Deutschland)
Der sachenrechtliche Bestimmtheitsgrundsatz gilt für alle Verfügungsgeschäfte und besagt, dass eine Einigung über eine Verfügung dann wirksam ist, wenn die Sache, an der die Rechtsänderung eintreten soll (etwa ein Eigentumswechsel), zum Zeitpunkt des Vollzugs der Rechtsänderung allein aus dem Inhalt der Einigung bestimmt werden kann. Der Grundsatz entstammt dem Sachenrecht und bezieht sich auf bestimmte individualisierte Sachen und dient der Wahrung der Rechtsklarheit.

## Bedeutung
Der sachenrechtliche Bestimmtheitsgrundsatz gehört – neben dem Numerus clausus der Sachenrechte und dem Typenzwang, dem Absolutheits-, Spezialitäts- und Publizitätsprinzip, sowie dem Grundsatz der Abstraktheit der dinglichen Rechtsgeschäfte – zu den Grundsätzen im Sachenrecht. Eine Verfügung über Sachen setzt voraus, dass der Gegenstand der Verfügung konkret bestimmt oder zumindest bestimmbar ist. Er gilt auch für die Abtretung von Forderungen. Seine Funktion besteht darin, für Rechtsklarheit zu sorgen. Beispielsweise ist es nicht möglich, 20 % der in einer Kiste enthaltenen unterschiedlichen Schrauben zu übereignen. Es fehlt an der Bestimmtheit, um welche Schrauben es sich im Einzelnen handelt.
Der Bestimmtheitsgrundsatz schließt die Übereignung von Sachgesamtheiten grundsätzlich aus. Wird etwa der Teil eines Lagerbestands übereignet, so müssen die einzelnen Sachen konkretisiert werden. Bei der Sicherungsübereignung hat der BGH in ständiger Rechtsprechung verlangt, dass „aufgrund äußerer Abgrenzungskriterien für jeden, der die Parteiabreden kennt, ohne weiteres ersichtlich ist, welche individuell bestimmten Sachen übereignet sind“. An Bestimmtheit fehlt es dann, wenn zur Klarstellung außerhalb des Vertrages liegende Umstände mit herangezogen werden müssen. Nicht erforderlich ist, dass die Sachen des Sicherungsgebers und Vorbehaltswaren räumlich voneinander getrennt werden.
Eine bedeutende Rolle spielt der Bestimmtheitsgrundsatz bei der Übertragung von Kreditsicherheiten (Sicherungsverträgen). Sachen müssen so bestimmt bezeichnet sein, dass jeder Kenner des Vertrages sie unschwer von anderen unterscheiden kann. Auch die Abtretung (bestehender oder künftiger) Forderungen ist wirksam, wenn die abgetretene Forderung eindeutig bestimmt oder zumindest im Augenblick ihres Entstehens nach Gegenstand und Umfang bestimmbar ist.